# Ærø Herred

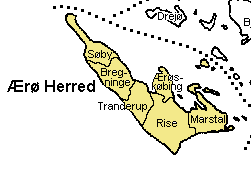
Ærø Herred

Ærø Herred was een herred in het voormalige Svendborg Amt in Denemarken. Oorspronkelijk was Ærø een herred in het  Nordborg Amt, een amt binnen het Hertogdom Sleeswijk. Na de Tweede Duits-Deense Oorlog verloor Denemarken Sleeswijk. Ter compensatie voor de zogenaamde Koninklijke enclaves binnen Sleeswijk werden Ærø en een aantal parochies bij Ribe overgeheveld van Sleeswijk naar Denemarken. Het Nordborg Amt werd opgeheven en Ærø bij Svendborg gevoegd.
Naast de stad Ærøskøbing omvatte de herred vijf parochies.
- Bregninge
- Marstal
- Rise
- Søby
- Tranderup
- Ærøskøbing